# فهرست آثار ملی استان البرز
آثار ملی استان البرز شامل ۵۱ اثر تاریخی است که ثبت ملی شده اند.

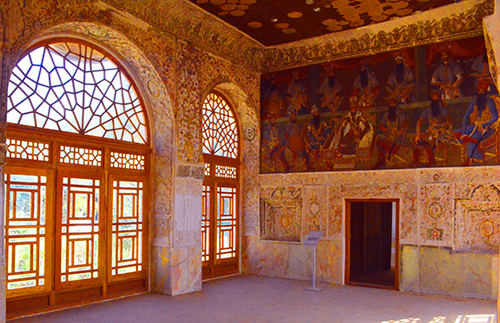
کاخ سلیمانیه‌ی کرج

نقش نگاره‌های روی دیوارهای کاخ سلیمانیه

| #  | نام                                  | تصویر          | قدمت                 | تاریخ ثبت  | شمارهٔ ثبت | موقعیت                                                                                               | توضیحات                |
| -- | ------------------------------------ | -------------- | -------------------- | ---------- | --------- | --- | ---------------------- |
| ۱  | تپه باستانی آق تپه                   | بارگذاری تصویر | هزاره چهارم          | ۱۳۷۷/۱۰/۲۷ | ۲۲۵۷      | شهرستان کرج - مهرشهر                                                                                 |                        |
| ۲  | تپه کمال آباد                        | بارگذاری تصویر | هزاره ۳ و ۴ ق‌م       | ۱۳۸۷/۰۸/۲۵ | ۲۳۸۷۲     | استان البرز - کمال‌آباد                                                                               |                        |
| ۳  | شبستان مسجد جامع اشتهارد             | بارگذاری تصویر | قرون ۵ و ۶ ه . ق     | ۱۳۸۶/۰۸/۲۷ | ۲۰۲۶۱     | استان البرز شهرستان اشتهارد                                                                          |                        |
| ۴  | امامزاده شاهزاده عسگری               | بارگذاری تصویر | تاریخی – اسلامی      | ۱۳۸۱/۱۰/۱۰ | ۶۵۷۶      | استان البرز- دهستان گرمدره روستای جور                                                                |                        |
| ۵  | قلعه پلنگ آباد                       | بارگذاری تصویر | قاجاریه              | ۱۳۸۳/۰۷/۱۱ | ۱۱۱۳۷     | کرج، بخش اشتهارد، دهستان پلنگ آباد، روستای پلنگ آباد .                                               |                        |
| ۶  | حمام حیدر آباد                       | بارگذاری تصویر | دوره قاجاریه         | ۱۳۸۴/۰۵/۱۱ | ۱۲۵۴۲     | کرج، بلوار حیدر آباد، خیابان شهیدان فاضلی، کوچه شهید کمالپور                                         |                        |
| ۷  | کاخ سلیمانیه                         |                | قاجاریه              | ۱۳۲۷/۱۲/۰۲ | ۳۷۰       | کرج - دانشکده کشاورزی کرج                                                                            | منبع برای مطالعه بیشتر |
| ۸  | کاخ شهرستانک                         |                | قاجاریه              | ۱۳۷۶/۰۶/۱۶ | ۱۹۲۵      | البرز، کرج، جاده چالوس ، روستای شهرستانک                                                             | منبع برای مطالعه بیشتر |
| ۹  | آسیاب برجی                           | بارگذاری تصویر | قاجاریه              | ۱۳۸۱/۱۲/۱۷ | ۷۶۲۰      | البرز ، شهرستان کرج، شهرک فهمیده، شمال بزرگراه تهران قزوین، روبروی خیابان قلمستان، خیابان شهید نجاری |                        |
| ۱۰ | حمام بیلقان                          | بارگذاری تصویر | قاجاریه              | ۱۳۸۷/۱۰/۱۵ | ۲۴۳۷۵     | البرز ؛ کرج روستای بیلقان                                                                            | منبع برای مطالعه بیشتر |
| ۱۱ | امامزاده محمد سیجان                  | بارگذاری تصویر | قاجاریه              | ۱۳۸۱/۱۰/۱۰ | ۶۵۷۷      | شمال شرقی شهرستان کرج، بخش مرکزی، روستای سیجان                                                       |                        |
| ۱۲ | دانشکده کشاورزی کرج                  |                | قاجاریه              | ۱۳۸۴/۱۲/۱۶ | ۱۴۶۶۵     | شهرستان کرج، بخش مرکزی                                                                               | منبع برای مطالعه بیشتر |
| ۱۳ | کاروانسرای ینگه امام                 | بارگذاری تصویر | صفویه                | ۱۳۷۷/۰۹/۱۷ | ۲۱۷۵      | کرج ، محله ینگه امام                                                                                 | منبع برای مطالعه بیشتر |
| ۱۴ | کاروانسرای شاه عباسی                 |                | صفویه                | ۱۳۵۶/۰۱/۲۲ | ۱۳۶۸      | البرز، کرج، بخش مرکزی ، میدان شاه‌عباسی                                                               | منبع برای مطالعه بیشتر |
| ۱۵ | امامزاده عبدالله و طاهر              | بارگذاری تصویر | صفویه                | ۱۳۸۷/۱۲/۱۸ | ۲۵۳۷۷     | البرز ، بخش آسارا، دهستان آدران، روستای کندر                                                         |                        |
| ۱۶ | امامزاده سلیمان                      | بارگذاری تصویر |                      | ۱۳۸۱/۱۰/۱۰ | ۶۵۶۳      | کرج ؛ روستای ارنگه                                                                                   |                        |
| ۱۷ | کوره های آجر پزی بیلقان              | بارگذاری تصویر | صفویه                | ۱۳۸۱/۱۰/۱۰ | ۶۵۷۲      | دهستان بیلقان                                                                                        |                        |
| ۱۸ | بزقلعه روستای مختارآباد              | بارگذاری تصویر | صفویه                | ۱۳۸۱/۱۰/۱۰ | ۶۵۷۱      | اشتهارد ، روستای مختارآباد                                                                           |                        |
| ۱۹ | امامزاده عبدالقهار                   | بارگذاری تصویر | صفویه                | ۱۳۷۵/۱۰/۰۵ | ۱۷۹۱      | کرج ، روستای قریه ده                                                                                 | منبع برای مطالعه بیشتر |
| ۲۰ | پل دختر کرج                          |                | سلجوقیان             | ۱۳۷۹/۱۲/۲۵ | ۳۵۰۱      | کرج ، ورودی جاده کرج چالوس                                                                           |                        |
| ۲۱ | قلعه دختر کلاک                       | بارگذاری تصویر | سلجوقیان - ایلخانیان | ۱۳۸۱/۱۲/۱۷ | ۸۰۰۴      | البرز ، دهستان گرمدره ؛ روستای کلاک                                                                  |                        |
| ۲۲ | قلعه دزدبند شهرستانک                 | بارگذاری تصویر | ساسانیان             | ۱۳۸۱/۱۲/۱۷ | ۸۰۰۵      | کرج ، بخش آسارا ، روستای شهرستانک                                                                    |                        |
| ۲۳ | تپه تله اسکی                         | بارگذاری تصویر | صفویان               | ۱۳۸۱/۱۰/۱۰ | ۶۵۶۸      | کرج ، روستای خور                                                                                     |                        |
| ۲۴ | تپه دزدبر                            | بارگذاری تصویر | صفویان - تیموریان    | ۱۳۸۱/۱۰/۱۰ | ۶۵۷۰      | کرج ، روستای خور                                                                                     |                        |
| ۲۵ | تپه و قلعه حیدرآباد                  | بارگذاری تصویر | پیش از اسلام         | ۱۳۸۱/۱۰/۱۰ | ۶۵۶۵      | کرج ، ماهدشت ؛ روستای حسین آباد                                                                      |                        |
| ۲۶ | تپه‌های مراد تپه                      | بارگذاری تصویر | پیش از اسلام         | ۱۳۸۱/۱۰/۱۰ | ۶۵۶۷      | کرج ، اشتهارد ، جاده بوئین زهرا                                                                      |                        |
| ۲۷ | تپه دشت بهشت                         |                | پیش از اسلام         | ۱۳۸۱/۱۰/۱۰ | ۶۵۶۹      | کرج ، محمدشهر ، محله دشت بهشت ، انتهای کوی دشت‌بهشت دوم                                               |                        |
| ۲۸ | تپه آلارد                            | بارگذاری تصویر | پیش از تاریخ         | ۱۳۷۹/۰۹/۲۰ | ۲۹۳۴      | کرج ، کیلومتر ۲۸ اتوبان تهران ساوه                                                                   |                        |
| ۲۹ | تپه یقه                              | بارگذاری تصویر | پیش از تاریخ         | ۱۳۷۹/۰۹/۵  | ۲۸۸۷      | البرز ، جاده رباط کریم به شهریار ، روستای منج                                                        |                        |
| ۳۰ | غار یخ‌مراد                           |                | پیش از تاریخ         | ۱۳۸۱/۱۰/۱۰ | ۶۵۷۳      | البرز ، کرج ؛ ۴ کیلومتری گچسر                                                                        | منبع برای مطالعه بیشتر |
| ۳۱ | باغ های جهانشهر                      |                | پهلوی دوم            | ۱۳۸۵/۰۵/۰۸ | ۱۵۸۴۹     | البرز ، کرج ؛ جهانشهر ، شمال خیابان قزوین                                                            |                        |
| ۳۲ | نخستین کارخانه ذوب آهن ایران         |                | پهلوی دوم            | ۱۳۸۶/۰۳/۰۳ | ۱۹۱۷۱     | البرز ، کرج ؛ بلوار ذوب آهن، جنوب میدان استاندارد                                                    | منبع برای مطالعه بیشتر |
| ۳۳ | کاخ رضا شاهی گچسر                    | بارگذاری تصویر | پهلوی اول            | ۱۳۸۱/۱۰/۱۰ | ۶۵۷۵      | البرز ، کرج ؛ گچسر                                                                                   | منبع برای مطالعه بیشتر |
| ۳۴ | کاخ مروارید                          |                | پهلوی                | ۱۳۸۱/۱۱/۱۲ | ۷۰۶۷      | البرز ، کرج ؛ مهرشهر                                                                                 |                        |
| ۳۵ | کارخانه قند کرج                      | بارگذاری تصویر | پهلوی                | ۱۳۸۵/۰۵/۰۸ | ۱۵۷۶۷     | البرز ، کرج ؛ چهارراه کارخانه قند بلوار زکریای رازی                                                  |                        |
| ۳۶ | آهنین راه و پل سنگی گچسر             | بارگذاری تصویر | ایلخانیان            | ۱۳۸۱/۱۰/۱۰ | ۶۵۶۶      | البرز ، کرج ؛ گچسر                                                                                   |                        |
| ۳۷ | حمام مصباح                           |                | قاجار                | ۱۳۸۰/۰۶/۱۲ | ۳۷۹۰      | البرز ، مرکز شهر کرج ، محله مصباح                                                                    | منبع برای مطالعه بیشتر |
| ۳۸ | شاهزاده حسین                         |                | تیموریان             | ۱۳۵۳/۰۲/۲۱ | ۹۶۸       | البرز ، کرج ، جنوب غربی سد کرج                                                                       | منبع برای مطالعه بیشتر |
| ۳۹ | آرامگاه امامزاده کبری وام صغری       |                | صفویان               | ۱۳۴۶/۰۱/۲۳ | ۷۵۳       | البرز ، کرج ، شهر اشتهارد                                                                            |                        |
| ۴۰ | تپه سیاب                             | بارگذاری تصویر | اسلامی               | ۱۳۷۹/۰۹/۰۵ | ۲۸۸۶      | البرز ، کرج ، کیلومتر ۲۲ بزرگراه تهران ساوه                                                          |                        |
| ۴۱ | تپه جوقین                            | بارگذاری تصویر | اسلامی               | ۱۳۷۹/۰۹/۰۵ | ۲۸۸۹      | البرز ، کرج ، شهریار                                                                                 |                        |
| ۴۲ | تپه وسطر                             | بارگذاری تصویر | اسلامی               | ۱۳۷۹/۰۹/۰۵ | ۲۸۸۴      | البرز ، روستای رامین                                                                                 |                        |
| ۴۳ | تپه کلمه                             | بارگذاری تصویر | اسلامی               | ۱۳۷۹/۰۹/۰۵ | ۲۸۸۳      | البرز ، رباط کریم                                                                                    |                        |
| ۴۴ | تپه شیرین‌آباد                        | بارگذاری تصویر | اسلامی               | ۱۳۷۹/۰۹/۰۵ | ۲۸۹۰      | البرز ، رباط کریم                                                                                    |                        |
| ۴۵ | تپه کیکاور                           | بارگذاری تصویر | اسلامی               | ۱۳۷۹/۰۹/۲۰ | ۲۹۳۲      | البرز ، رباط کریم                                                                                    |                        |
| ۴۶ | تپه فردوس                            | بارگذاری تصویر | اسلامی               | ۱۳۷۹/۰۹/۵  | ۲۸۹۲      | البرز ، جاده رباط کریم                                                                               |                        |
| ۴۷ | تپه علی آباد کرج                     | بارگذاری تصویر | اسلامی               | ۱۳۸۱/۱۰/۱۰ | ۶۵۶۴      | البرز ، اشتهارد                                                                                      |                        |
| ۴۸ | تپه خاتون لر                         | بارگذاری تصویر | اسلامی               | ۱۳۷۹/۰۹/۰۵ | ۲۸۸۵      | البرز ، اشتهارد                                                                                      |                        |
| ۴۹ | آرامگاه امامزاده رحمن و امامزاده زید | بارگذاری تصویر | اسلامی               | ۱۳۴۶/۰۱/۲۳ | ۷۵۵       | البرز ، اشتهارد                                                                                      |                        |
| ۵۰ | تپه مردآباد                          | بارگذاری تصویر | هزاره ۳قمری          | ۱۳۷۷/۱۰/۲۷ | ۲۲۵۲      | البرز ، ماهدشت                                                                                       | منبع برای مطالعه بیشتر |
| ۵۱ | تپه‌های خرم‌آباد                       | بارگذاری تصویر | اسلامی               | ۱۳۸۱/۱۰/۱۰ | ۶۵۷۴      | البرز ، ساوجبلاغ                                                                                     |                        |